# Johan Theobald Metzger von Weibnum

Wapen van de baron von Weibnum

Johan (Jan) Theobald baron von Weibnum (of in het Frans: de Weibnom), in het Ned.: "Heer van Webbenum", geboren Metzger, (Kettenheim [Rijnland-Palts], 21 december 1626 – 's-Gravenhage, 23 februari 1691) was luitenant-generaal der cavalerie  in dienst van de Republiek der Zeven Verenigde Nederlanden, en van 1678 tot zijn overlijden  militair gouverneur (stad- en slotvoogd) van de vesting Breda. Hoewel overtuigd katholiek was hij een vriend van koning-stadhouder Willem III van Oranje, die Baron van Breda was. Zijn graf met grafzerk ligt in de Grote of Onze-Lieve-Vrouwekerk (Breda).

## Naam
In zijn Bredase periode veranderde Metzger zijn naam in Theobald Metzger von Weibnom, met de toegevoegde naam vernoemd naar de geboorteplaats van zijn moeder, Webenheim (eerder: „Weibenau“ → Weibnum) in Saarland. In deze plaats was Theobald ook opgevoed tot zijn 18e jaar, bij de pastoor aldaar, die een vriend was van de familie van moederskant.

## Loopbaan
Kolonel van het regiment der cavalerie (1672-1691), generaal-majoor op 23/9/1675, gouverneur van Breda (1678-1691), inspecteur-generaal der cavalerie, luitenant-generaal op 20/10/1683.

## Referentie
1. ↑  
G.W.C. van Wezel, De Onze-Lieve-Vrouwekerk en de grafkapel voor Oranje-Nassau te Breda, Amersfoort: Rijksdienst voor het Cultureel Erfgoed, 2003.